# (464544) 2016 CW32
(464544) 2016 CW32 es un asteroide perteneciente al cinturón de asteroides, descubierto el 18 de septiembre de 2003 por el equipo Spacewatch desde el Observatorio Nacional de Kitt Peak (Arizona, Estados Unidos).